# Le Magny
|  | Per a altres significats, vegeu «Le Magny (Vosges)». |

Le Magny és un municipi francès al departament de l'Indre i a la regió de Centre-Vall del Loira. L'any 2007 tenia 985 habitants.

## Demografia

### Població
El 2007 la població de fet de Le Magny era de 985 persones. Hi havia 390 famílies, de les quals 67 eren unipersonals (8 homes vivint sols i 59 dones vivint soles), 176 parelles sense fills, 134 parelles amb fills i 13 famílies monoparentals amb fills.
La població ha evolucionat segons el següent gràfic:

### Habitatges
El 2007 hi havia 463 habitatges, 404 eren l'habitatge principal de la família, 32 eren segones residències i 27 estaven desocupats. 457 eren cases i 5 eren apartaments. Dels 404 habitatges principals, 341 estaven ocupats pels seus propietaris, 60 estaven llogats i ocupats pels llogaters i 3 estaven cedits a títol gratuït; 10 tenien dues cambres, 69 en tenien tres, 131 en tenien quatre i 194 en tenien cinc o més. 317 habitatges disposaven pel capbaix d'una plaça de pàrquing. A 159 habitatges hi havia un automòbil i a 222 n'hi havia dos o més.

### Piràmide de població
La piràmide de població per edats i sexe el 2009 era:
| Homes | Edats   | Dones |
| ----- | ------- | ----- |
| 0     | 95 o +  | 0     |
| 0     | 90 a 94 | 0     |
| 8     | 85 a 89 | 4     |
| 0     | 80 a 84 | 8     |
| 12    | 75 a 79 | 16    |
| 16    | 70 a 74 | 12    |
| 44    | 65 a 69 | 28    |
| 32    | 60 a 64 | 40    |
| 16    | 55 a 59 | 32    |
| 20    | 50 a 54 | 12    |
| 32    | 45 a 49 | 40    |
| 52    | 40 a 44 | 40    |
| 28    | 35 a 39 | 40    |
| 12    | 30 a 34 | 32    |
| 24    | 25 a 29 | 20    |
| 16    | 20 a 24 | 16    |
| 40    | 15 a 19 | 20    |
| 24    | 10 a 14 | 32    |
| 20    | 5 a 9   | 28    |
| 24    | 0 a 4   | 16    |

## Economia
El 2007 la població en edat de treballar era de 630 persones, 481 eren actives i 149 eren inactives. De les 481 persones actives 442 estaven ocupades (225 homes i 217 dones) i 39 estaven aturades (14 homes i 25 dones). De les 149 persones inactives 67 estaven jubilades, 43 estaven estudiant i 39 estaven classificades com a «altres inactius».

### Ingressos
El 2009 a Le Magny hi havia 437 unitats fiscals que integraven 1.059,5 persones, la mediana anual d'ingressos fiscals per persona era de 17.643 €.

### Activitats econòmiques
Dels 31 establiments que hi havia el 2007, 4 eren d'empreses de fabricació d'altres productes industrials, 10 d'empreses de construcció, 6 d'empreses de comerç i reparació d'automòbils, 1 d'una empresa d'hostatgeria i restauració, 1 d'una empresa immobiliària, 6 d'empreses de serveis i 3 d'empreses classificades com a «altres activitats de serveis».
Dels 14 establiments de servei als particulars que hi havia el 2009, 1 era un taller de reparació d'automòbils i de material agrícola, 2 paletes, 2 guixaires pintors, 1 fusteria, 3 lampisteries, 1 electricista, 2 perruqueries, 1 restaurant i 1 saló de bellesa.
Dels 3 establiments comercials que hi havia el 2009, 2 eren supermercats i 1 un supermercat.
L'any 2000 a Le Magny hi havia 23 explotacions agrícoles que ocupaven un total de 546 hectàrees.

## Equipaments sanitaris i escolars
El 2009 hi havia una escola elemental integrada dins d'un grup escolar amb les comunes properes formant una escola dispersa.

## Poblacions properes
El següent diagrama mostra les poblacions més properes.